# Płyta Maoke

Płyta pacyficzna zaznaczona kolorem żółtym

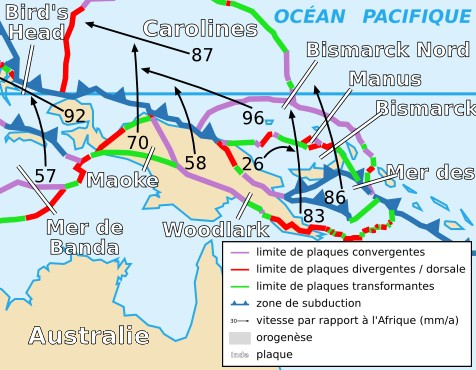
Płyta Maoke

Płyta Maoke − niewielka płyta tektoniczna (mikropłyta), położona w Azji Południowo-Wschodniej, uznawana za część większej płyty pacyficznej.
Płyta Maoke od północnego zachodu graniczy z płytą Ptasiej Głowy, od północnego wschodu z płytą Woodlark i od południa z płytą australijską.